# Distretto di Bang Phli
Il distretto di Bang Phli (in thailandese: บางพลี) è un distretto (amphoe) della Thailandia, situato nella provincia di Samut Prakan.